# Calandreta
A Calandreta é um sistema de ensino da Occitânia, onde as aulas são lecionadas tanto em francês quanto em occitano.